# Grace Under Pressure Tour (video)
Grace Under Pressure Tour è un video concerto della rock band canadese Rush. Il video è stato registrato il 21 settembre 1984 al Maple Leaf Gardens di Toronto in Canada durante il tour di supporto a Grace Under Pressure, con l'esclusione di alcuni brani, ed è stato pubblicato su diversi supporti, videocassetta, laserdisc e DVD.

## Il video
Il video non contiene l'intero spettacolo, sono state escluse delle canzoni, tra le quali Subdivisions, Red Barchetta ed il drum solo di Neil Peart. È interessante notare, invece, la presenza di tutta la "trilogia della paura" in ordine sequenziale, dalla prima all'ultima parte: The Enemy Within, The Weapon e Witch Hunt. Esiste una versione audio CD con lo stesso nome contenente le stesse tracce, dato che non è altro che la trasposizione su disco della parte audio del video.

## Formati
Il video è stato originariamente distribuito su videocassetta e laserdisc e pubblicato nel 1985. Questi due formati presentavano, oltre al concerto, la versione completa del video musicale di The Big Money di cui esiste un'edizione in video CD. Attualmente la versione su questi supporti è fuori produzione. Il 13 giugno del 2006 è stato nuovamente distribuito, in un DVD facente parte della raccolta Rush Replay X 3, l'intero concerto rimasterizzato digitalmente con l'audio 5.1 sorround remixato da Alex Lifeson e Mike Fraser. Il primo maggio 2007 il concerto di Grace Under Pressure Tour è stato pubblicato in DVD singolo.

## Tracce
1. The Spirit of Radio
2. The Enemy Within
3. The Weapon
4. Witch Hunt
5. New World Man
6. Distant Early Warning
7. Red Sector A
8. Closer to the Heart
9. YYZ
10. 2112: Temples Of Syrinx
11. Tom Sawyer
12. Vital Signs
13. Finding My Way
14. In The Mood

## Formazione
- Geddy Lee: basso, voce, sintetizzatori
- Alex Lifeson: chitarre, sintetizzatori
- Neil Peart: batteria e percussioni